# Shahruj
Shāhruj Mīrzā (en persa: شاه رخ ميرزا‎, Šāhruj Mīrzā) (20 de agosto de 1377 - 12 de marzo de 1447), fue el gobernante de la porción oriental del imperio establecido por el caudillo centroasiático Timur (Tamerlán), fundador de la dinastía Timúrida. Gobernó la mayoría de Persia y Transoxiana entre 1405 y 1447. Fue el cuarto y menor de los hijos de Timur y una de sus esposas persas, Taghāy Tarkan Agha.

## Primeros años
Shah Rukh nació el 20 de agosto de 1377, el menor de los cuatro hijos de Timur. En persa, el significado literal de su nombre es "cara de un rey"; También es el nombre persa para el movimiento de ajedrez "enroque". Según Ibn 'Arabshāh, Timur, quien era un talentoso jugador de ajedrez, participó en un partido cuando recibió la noticia del nacimiento de Shah Rukh, utilizando este movimiento de ajedrez como nombre para el niño recién nacido.
Algunas fuentes sugieren que su madre era la emperatriz Saray Mulk Khanum, antigua princesa Chagatai y consorte jefe de Timur; Timur la había capturado del harén de Amir Husayn Qara' varios años antes del nacimiento de Shah Rukh. Sin embargo, el historiador del siglo XV Khwandamir afirmó que la madre de Shah Rukh era un tal Taghay Tarkhan Agha de Kara-Khitai, una concubina tayika de Timur. Khwandamir usó un registro genealógico escrito durante el reinado de Shah Rukh como su fuente para esta afirmación. A pesar de sus orígenes maternos, el príncipe fue criado personalmente por Saray Mulk, junto con el nieto de Timur, Khalil Sultan.

## Reinado de Timur
Timur parece no haber tenido relaciones particularmente estrechas con Shah Rukh, a pesar de que este último nunca incurrió en su disgusto. En 1397, Shah Rukh fue nombrado gobernador de Jorasán por su padre, con su capital virreinal en Herat. Aunque se trataba de una región importante, también era el mismo puesto que le había sido otorgado al hermano de Shah Rukh, Miran Shah, cuando este último tenía trece años. Shah Rukh nunca fue promovido más allá de esta posición durante la vida de su padre. Además de esto, durante la campaña de Timur en China, los jóvenes hijos de Shah Rukh ocuparon un lugar de honor en la procesión, mientras que él mismo fue ignorado.
Las fuentes históricas no explican su relación, aunque hay algunas pruebas que sugieren que fue la ascendencia de Shah Rukh la que afectó la falta de favor de Timur, siendo el hijo de una concubina en contraposición a una esposa libre. Alternativamente, ha habido sugerencias de que Timur creía que Shah Rukh no poseía las cualidades personales requeridas para gobernar; En este punto, el príncipe había adquirido una reputación de modestia excesiva y piedad personal. Pudo haber sido esta adhesión islámica y el posterior rechazo de las leyes de Genghis Khan, que siempre había sido tan venerado por Timur, lo que había provocado la alienación de Shah Rukh de su padre.
Shah Rukh, junto con la mayor parte de la familia real, acompañó a Timur al oeste en su campaña contra el Imperio Otomano, que culminó en la batalla de Ankara en 1402. Shah Rukh comandó el ala izquierda del ejército, Miran Shah, la derecha y Timur, el centro. La vanguardia estaba encabezada por dos de los sobrinos de Shah Rukh. La batalla resultó en una victoria Timúrida, así como en la captura y el sometimiento del sultán otomano, Bayaceto I.

## Guerra de sucesión
Timur murió en 1405, mientras dirigía su ejército hacia el este en una campaña contra la Dinastía Ming. Según se informó, en su lecho de muerte dijo que "no tenía otro deseo más que ver a Mirza Shah Rukh una vez más" y había lamentado el hecho de que no tenía tiempo para hacerlo.
Timur nunca había nombrado inequívocamente un heredero; como resultado, surgió una disputa de sucesión entre sus hijos y nietos sobrevivientes. Khalil Sultan se proclamó emperador en Taskent poco después de la muerte de su abuelo y tomó el tesoro real, así como la capital imperial de Timur, Samarcanda. Shah Rukh marchó con su ejército desde Herat hasta el río Oxus, pero no hizo ningún movimiento ofensivo contra su sobrino en este punto. Esto probablemente se debió a Miran Shah, el padre de Khalil Sultan, quien representó una seria amenaza ya que él, junto con su otro hijo, Abu Bakr, había dirigido un ejército fuera de Azerbaiyán en apoyo del príncipe más joven. Sin embargo, ambos fueron obligados a retirarse antes de unirse con Khalil Sultan, debido a las invasiones a su retaguardia por parte de los Yalaíridas y Qara Qoyunlu, quienes aprovecharon la muerte del antiguo emperador para apoderarse del territorio. Miran Shah fue asesinado en batalla en 1408 mientras intentaba repeler a los invasores, y Abu Bakr murió de manera similar al año siguiente.
En los años posteriores a la muerte de Timur, Shah Rukh y Khalil Sultan tuvieron una serie de negociaciones improductivas, así como muchos encuentros militares, y Khalil Sultan salió victorioso con frecuencia. Durante este tiempo, otros pretendientes también persiguieron sus propias reclamaciones al trono. Entre ellos se encontraba el sultán Husayn Tayichiud, un nieto materno de Timur que más tarde se alió con Khalil Sultan, antes de traicionarlo para reafirmar su propia afirmación. Sultán Husayn fue derrotado por su antiguo aliado y huyó con Shah Rukh, quien lo ejecutó, con partes de su cuerpo exhibidas en los bazares de Herat. Dos más de los nietos de Timur, Iskandar y Pir Muhammad también se levantaron para obtener el trono. Fueron derrotados por Shah Rukh y Khalil Sultan, respectivamente, y cada uno se salvó de su subyugador. Pir Muhammad fue asesinado más tarde por uno de sus nobles en 1407, mientras que Iskandar fue ejecutado en 1415 luego de una rebelión fallida.
No fue hasta 1409 que la guerra comenzó a volverse en favor de Shah Rukh. Durante este tiempo, Khalil Sultan comenzó a perder apoyo entre sus amigos en Samarcanda. Su esposa, Shadi Mulk (con quien se había casado en un gran escándalo varios años antes) había recibido una gran cantidad de autoridad en los tribunales. Bajo su influencia, los individuos de bajo rango obtuvieron altas posiciones en lugar de los antiguos nobles de Timur. Además, varias de las viudas y concubinas del viejo emperador se volvieron a casar (forzadamente) con hombres de orígenes no distinguidos.
Tras una hambruna que extendió el descontento entre la población, Khalil Sultan fue tomado cautivo por el poderoso Amir Khudaidad Hussain, líder de la tribu Dughlat y exmentor del príncipe. Hussain llevó a Khalil Sultan a Ferghana y le hizo proclamar gobernante en Andijan. Samarcanda, habiendo sido abandonada por el príncipe, fue tomada sin oposición por Shah Rukh. Cuando más tarde capturó a Shadi Mulk, Khalil Sultan se vio obligado a acudir a su tío en Samarcanda y someterse a él. El príncipe le devolvió a su esposa y fue nombrado gobernador de Rayy, pero murió en 1411, y Shadi Mulk se suicidó poco después.
Después de la muerte de Khalil Sultan, Sultan Husayn y Pir Muhammad, Shah Rukh no tuvo rivales inmediatos para disputar su gobierno y comenzó su reinado como el sucesor de Timur. Sin embargo, en lugar de gobernar desde Samarcanda como lo había hecho su padre, Shah Rukh instaló su corte en Herat, que anteriormente había sido su capital virreinal. Samarcanda fue otorgada a su hijo mayor, Ulugh Beg, quien fue nombrado gobernador de Transoxiana.

## Campañas militares

### Guerra contra los Qara Qoyunlu
El nuevo emperador comenzó su reinado lanzando expediciones contra regiones que se habían separado durante la guerra de sucesión. Fars, que estaba en manos del sobrino de Shah Rukh, Bayqara, fue tomada en 1414. Dos años más tarde, Kerman, que había sido gobernado como un reino independiente por el sultán Uwais Barlas desde 1408, también fue sometida. El área bajo el gobierno de Shah Rukh continuó ampliándose y consolidándose durante los años siguientes, ya sea a través de la subyugación voluntaria de los gobernantes menores o mediante alianzas. Para 1420, la parte oriental del imperio de Timur, así como el centro y el sur de Persia, estaban bajo el dominio de Shah Rukh.
Sin embargo, a pesar de los éxitos de Shah Rukh, la parte occidental del imperio, incluidos Azerbaiyán y Mesopotamia, permanecieron fuera de su control. Estas fueron retenidas por Qara Yusuf de Qara Qoyunlu (Turcomanos de la Oveja Negra), quien había derrotado y asesinado al hermano de Shah Rukh, Miran Shah, varios años antes. Con las conquistas de varias ciudades prominentes como Bagdad, Qazvin y Diyarbakir, los Qara Qoyunlu se establecieron como vecinos peligrosos de los Timúridas. Esta amenaza fue una que permaneció sin resolver durante décadas. Shah Rukh hizo muchos intentos de pacificar su frontera occidental, tanto a través de medios políticos como militares (habiendo lanzado tres campañas contra Azerbaiyán), ninguna de las cuales resultó ser completamente exitosa.
Qara Yusuf murió durante la primera de las campañas, en noviembre de 1420, que terminó con la captura Timúrida de Azerbaiyán y Armenia. Sin embargo, menos de un año después, Shah Rukh se vio obligado a enfrentar una rebelión de los hijos del difunto príncipe turcomano. Uno de estos hijos, Qara Iskander, continuó sus intentos de reafirmar la autoridad turcomana durante los años siguientes, requiriendo la segunda campaña en 1429. Esta también resultó en una victoria timúrida y la instalación de un príncipe Qara Qoyunlu, Abu Said como gobernante marioneta. Sin embargo, Qara Iskander volvió a ocupar la ciudad de Tabriz dos años después y ejecutó a Abu Said.
Esta acción provocó la tercera y última campaña en 1434, en la que Qara Iskander se vio obligado una vez más a huir. Más tarde fue asesinado por su hijo Qubad en la fortaleza de Alinja. Aunque esta campaña no dio como resultado una resolución final del problema turcomano, sí logró estabilidad en la región durante el resto del reinado de Shah Rukh con la instalación del hermano de Qara Iskander, Jahan Shah como gobernante turcomano.

### Conflicto con los Hurufis
Los hurufis eran una secta sufí que basaba su doctrina en el misticismo de las letras. A finales del siglo XIV, el grupo fue acusado de herejía por eruditos islámicos tradicionales. Como resultado, en 1394 el fundador del movimiento, Fazlallah Astarabadi, fue arrestado y ejecutado por orden de Timur por su hijo Miran Shah. La muerte de su líder llevó a los seguidores de Astarabadi a tener un odio específico contra los Timúridas.
En 1426 al salir de una mezquita, Shah Rukh fue víctima de un intento de asesinato. El atacante, Ahmed Lur, se acercó al emperador con el pretexto de presentar una petición, antes de apuñalarlo en el estómago. Sin embargo, Lur no dio un golpe fatal y fue asesinado rápidamente por el sirviente de Shah Rukh. Shah Rukh se recuperó en unos pocos días y se inició una investigación que vinculó a Lur con los Hurufis y con la familia de Astarabadi.
Hubo un contragolpe inmediato contra la secta, que resultó en la ejecución del nieto de Astarabadi, Azud. Los miembros de alto rango del grupo fueron sometidos a extensos interrogatorios. Estos eventualmente se extendieron más allá de la secta, y muchos intelectuales que residían en Herat tuvieron que defenderse contra las acusaciones de blasfemia. Estos incluían al historiador persa Sharaf-ud-din Ali Yazdi, autor de Zafarnama, y su maestro Sain-ud-din Turka. El prominente poeta y sufí Qasem-e Anvar fue expulsado de la capital por orden de Shah Rukh. Estas acusaciones incluso fueron más allá de la corte de Shah Rukh en Herat, con Ma'ruf-i Khattat, un destacado calígrafo bajo el patrocinio del Príncipe Baysonqor, también siendo arrestado e interrogado.
La medida en que los Hurufis estuvieron involucrados en el intento de asesinato aún no se ha establecido claramente. Sin embargo, las purgas posteriores sirvieron para empeorar las relaciones ya tensas entre la corte timúrida y los intelectuales del imperio.

### Rebeliones
En la primera parte de su reinado, en lo que probablemente fue un intento de evitar la rebelión entre sus familiares, Shah Rukh los tranferia regularmente entre las gobernaciones que tenían. Por ejemplo, Khalil Sultan fue trasladado de Samarcanda a Rayy, Umar Mirza de Azerbaiyán a Astrabad, Iskandar Mirza de Ferghana a Hamadan a Shiraz, etc.
Estos intentos no demostraron ser completamente exitosos, ya que Shah Rukh tuvo que reprimir repetidamente las rebeliones de sus diversos miembros de la familia. Iskandar Mirza, después de animar a su hermano a rebelarse en 1413, se rebeló y devastó las ciudades de Isfahán y Kerman. Bayqara, después de su derrota inicial en Fars, se rebeló una vez más poco después en Shiraz. Estas insurrecciones incluso continuaron en la vejez de Shah Rukh. En 1446, con casi setenta años, tuvo que marchar contra su nieto, el sultán Muhammad, que se había rebelado en las provincias occidentales del imperio.

## Administración
El reinado de Shah Rukh vio una notable mejora en los estándares económicos y los logros culturales en muchas áreas del imperio. Aunque esto puede ser acreditado en parte al carácter más diplomático de Shah Rukh en contraste con la crueldad de Timur, la evidencia no asigna a Shah Rukh con una habilidad superior como estadista. En cambio, se cree que otras influencias en su gobierno llevaron al éxito relativo de su gobierno. Estos incluyen su a emperatriz, Goharshad, que junto con sus hijos y algunos funcionarios estatales, mantuvo una continuidad ordenada de los asuntos estatales. Algunos de los funcionarios estatales más altos parecen haber sido personas con un talento excepcional, que pudieron soportar sus cargos durante varias décadas. Estos incluyen a Jalal-ud-din Firuz Shah, quien fue comandante supremo del ejército durante treinta y cinco años, Ghiyas-ud-din Pir Ali Khwafi, secretario supremo durante treinta y un años y Amir Alika Kokultash, jefe de finanzas del estado para cuarenta y tres años.
En lo que respecta a sus políticas, Shah Rukh se distanció de Timur, dando menos importancia a los conceptos mongoles de autoridad. Abandonó la institución de una figura de Khan y reemplazó a los tribunales mongoles por cortes de la Sharia. Al igual que su padre, Shah Rukh estuvo casado con una princesa mongol; Malikat Agha, hija de Khizr Khoja y viuda de su hermano Umar Shaikh Mirza I. Sin embargo, no reclamó el título de Guregen (yerno imperial) que Timur había disfrutado. De manera similar, no empleó el título de Amir de Timur, en su lugar de adoptó los títulos islámicos y persas de Sultán y Padishah.

## Cultura
La esposa de Shah Rukh, Goharshad, financió la construcción de dos mezquitas y colegios teológicos en Mashhad y Herat. La mezquita Goharshad se terminó en 1418. Los orígenes étnicos mixtos de la dinastía gobernante llevaron a un carácter distintivo en su perspectiva cultural, que era una combinación de la civilización persa y el arte, con detalles de China, y la literatura escrita en persa como así en Chagatay y árabe.
Shah Rukh encargó la producción de una serie de obras históricas y geográficas a Hafiz-i Abru. Entre ellos se encuentra Tarik-e Šāhroḵ (i), la historia del reinado de Shah Rukh a través de 816 AH (AD 1413-1414). Más tarde se centró en compilaciones más grandes "historia universal", Majmu'a-ye Hafez-e Abru (una obra de historia universal) y Majma' al-tawāriḵ [al-Soltani] (sección Zobdat al-tawāriḵ-e Bāysonḡori).

## Relaciones exteriores
Durante el gobierno de Shah Rukh, las relaciones entre el estado timúrida y la China Ming de Yongle y sus descendientes normalizaron, en comparación con la época de Timur y el emperador Hongwu, en la que casi se inició una guerra (que fue evitada solo por la muerte de Timur). Las embajadas de China, dirigidas por Chen Cheng, visitaron Samarcanda y Herat varias veces entre 1414-1420, mientras que una gran embajada enviada por Shah Rukh (e inmortalizada por su cronista, Ghiyath al-Din Naqqash) viajó a China entre 1419-1422.

## Muerte y sucesión
Shahrukh murió durante un viaje a Rayy, Persia y fue sucedido por su hijo, Ulugh Beg , que había sido virrey de Transoxiana en vida de su padre.
En total, Shahrukh tuvo cinco hijos.
- Ulugh Beg, virrey de Transoxiana, era el mayor.
- Ibrahim Mirza, virrey de Persia, fue el segundo más antiguo, pero murió antes que Sharuj.
- Baysonqor, (1397-1433), tercer hijo de Shahrukh nunca tuvo una posición virreinal, pero jugó un papel importante en el gobierno de su padre en Samarcanda, también murió antes que su padre, tal vez debido al consumo excesivo de alcohol.
- Su cuarto hijo, Mirza Soyurghatmïsh Khan, fue virrey de la India y Ghazni, también murió antes de Shahrukh.
- Su quinto hijo Mirza Muhammad Juki.

Por lo tanto, sólo Ulugh Beg, que era un excelente matemático, pero un gobernante incapaz, fue dejado para suceder a su padre. 